# Death Row Records
Death Row Records je diskografska kuća koju je osnovao Suge Knight 1991. godine. Death Row je prodao više od 50 milijuna primjeraka albuma diljem svijeta i zaradio 750 milijuna dolara.

## Izdanja
| Album information |
| --- |
| Dr. Dre – The Chronic - Released: December 15, 1992 - Chart positions: #3 Billboard - RIAA certification: 3X Platinum - Singles: "Fuck Wit Dre Day", "Let Me Ride", "Nuthin' but a 'G' Thang"                                                             |
| Snoop Doggy Dogg – Doggystyle - Released: November 23, 1993 - Chart positions: #1 Billboard - RIAA certification: 4X Platinum - Singles: "Who Am I (What's My Name)", "Gin and Juice", Doggy Dogg World                                                   |
| Soundtrack – Above the Rim (soundtrack) - Released: March 22, 1994 - Chart positions: #2 Billboard - RIAA certification: 2X Platinum - Singles: "Regulate", "Anything", "Afro Puffs", "Part-Time Lover"                                                   |
| Soundtrack – Murder Was The Case - Released: October 15, 1994 - Chart positions: #1 Billboard - RIAA certification: 2X Platinum - Singles: "Woman To Woman", "Natural Born Killaz", "U Better Recognize", "Murder Was The Case", What Would You Do?"      |
| Tha Dogg Pound– Dogg Food - Released: October 31, 1995 - Chart positions: #1 Billboard - RIAA certification: 2X Platinum - Singles: "Respect", "Let's Play House", "New York, New York"                                                                   |
| 2Pac – All Eyez On Me - Released: February 13, 1996 - Chart positions: #1 Billboard - RIAA certification: 9X Platinum - Singles: "California Love", "2 of Amerikaz Most Wanted", "How Do You Want It", "All Bout U", "Life Goes On", "I Ain't Mad at Cha" |
| Makaveli (2Pac) – The Don Killuminati: The 7 Day Theory - Released: November 5, 1996 - Chart positions: #1 Billboard - RIAA certification: 4x Platinum - Singles: "Toss It Up", "To Live & Die in LA", "Hail Mary"                                        |
| Snoop Doggy Dogg – Tha Doggfather - Released: November 12, 1996 - Chart positions: #1 Billboard - RIAA certification: 2X Platinum - Singles: "Doggfather", "Snoop's Upside Ya Head", "Vapors"                                                             |
| Soundtrack – Gridlock'd (soundtrack) - Released: January 28, 1997 - Chart positions: #1 Billboard - RIAA certification: Gold - Singles: "Wanted Dead or Alive", "Lady Heroin", "It's Over Now"                                                            |
| Lady of Rage – Necessary Roughness - Released: June 4, 1997 - Chart positions: #32 - RIAA certification: Gold - Singles: "Sho Shot", "Get Wit' Da Wickedness"                                                                                             |
| Soundtrack – Gang Related (soundtrack) - Released: October 7, 1997 - Chart positions: #2 Billboard - RIAA certification: 2X platinum - Singles: "Made Niggaz"                                                                                             |
| Daz Dillinger – Retaliation, Revenge and Get Back - Released: March 31, 1998 - Chart positions: #8 Billboard - RIAA certification: Gold - Singles: "In California", "It Might Sound Crazy"                                                                |
| Michel'le – Hung Jury - Released: August 24, 1998 - Chart positions: #56 Billboard - RIAA certification: None - Singles: "Hang Tyme", "Can I Get A Witness?"                                                                                              |
| 2Pac – Greatest Hits - Released: November 24, 1998 - Chart positions: #3 Billboard - RIAA certification: 9X Platinum - Singles: "Changes", "Unconditional Love"                                                                                           |
| Death Row artists – Christmas on Death Row - Released: December 5, 1996 - Chart positions: - RIAA certification: None - Singles: None |
| Death Row artists – Too Gangsta for Radio - Released: September 26, 2000 - Chart positions: #171 Billboard - RIAA certification: None - Singles: "Thug Nature"                                                                                            |
| Snoop Doggy Dogg – Dead Man Walkin' - Released: October 31, 2000 - Chart positions: #24 Billboard - RIAA certification: None - Singles: "Head Doctor" |
| Tha Dogg Pound – 2002 - Released: July 31, 2001 - Chart positions: #36 Billboard - RIAA certification: None - Singles: "Just Doggin'" |
| Snoop Doggy Dogg – Death Row: Snoop Doggy Dogg at His Best - Released: October 23, 2001 - Chart positions: #28 Billboard - RIAA certification: None - Singles: "Midnight Love"                                                                            |
| 2Pac – Until the End of Time - Released: March 27, 2001 - Chart positions: #1 Billboard - RIAA certification: 3X Platinum - Singles: "Until the End of Time", "Letter 2 My Unborn"                                                                        |
| 2Pac – Better Dayz - Released: November 26, 2002 - Chart positions: #5 Billboard - RIAA certification: 2X Platinum - Singles: "Still Ballin'", "Thugz Mansion", "Who Do U Believe In?"                                                                    |
| Death Row artists – 15 Years on Death Row - Released: December 26, 2006 - Chart positions: - RIAA certification - Singles: |
| Various Artists - Death Row: The Singles Collection - Released: June 26, 2007 - Chart Position: - RIAA Certification: - Singles: |
| Dr. Dre – The Chronic Re-Lit - Released: September 1, 2009 - Chart positions: - RIAA certification: - Singles: "" |
| Snoop Doggy Dogg – Death Row: The Lost Sessions Vol. 1 - Released: October 13, 2009 - Chart positions: - RIAA certification: - Singles: "Fallin Asleep On Death Row"                                                                                      |
| Various Artists – The Ultimate Box Set - Released: November 24, 2009 - Chart positions: - RIAA certification: - Singles: "" |
| Kurupt - Down & Dirty - Released: April 9, 2010 - Chart Position: - RIAA Certification: - Singles: |
| Danny Boy - It's About Time - Released: April 20, 2010 - Chart Position: - RIAA Certification: - Singles: All About You |
| Crooked I - Hood Star - Released: June 16, 2010 - Chart Position: - RIAA Certification: - Singles: |
| Sam Sneed - Street Scholars - Released: January 25, 2011 - Chart Position: - RIAA Certification: - Singles: "Goin' Hollywood" |
| LBC Crew - Haven't You Heard? (We Givin' Somethin' Bacc To The Street) - Released: February 8, 2011 - Chart Position: - RIAA Certification: - Singles: |
| Snoop Doggy Dogg - Three Disc Collection: Tha Doggfather, Death Row: The Lost Sessions Vol. 1 & Murder Was The Case - Released: March 8, 2011 - Chart Position: - RIAA Certification: - Singles:                                                          |
| 2Pac - TBC - Released: TBC - Chart Position: - RIAA Certification: - Singles: |

## Vanjske poveznice
- Death Row Records - Službena stranica
- Death Row Records - Službeni Myspace
- Death Row Records - Službeni Twitter
- Death Row Records - Službeni YouTube